# Jauhienij Jenka
Jauhienij Mikałajewicz Jenka (biał. Яўгеній Мікалаевіч Енка, ros. Евгений Николаевич Енко lub Енка, Jewgienij Nikołajewicz Jenko lub Jenka; ur. 2 lutego 1942 w Dzitrykach) – białoruski lekarz i polityk, deputowany do Rady Najwyższej Republiki Białorusi XIII kadencji, w latach 1996–2000 deputowany do Izby Reprezentantów Zgromadzenia Narodowego Republiki Białorusi I kadencji.

## Życiorys

### Młodość i praca
Urodził się 2 lutego 1942 roku we wsi Dzitryki, na terytorium okupowanym przez III Rzeszę, w dystrykcie Lida, w Komisariacie Generalnym Białoruś, w Komisariacie Rzeszy Wschód. W 1971 roku ukończył Grodzieńską Państwową Akademię Medyczną, uzyskując wykształcenie lekarza. W latach 1971–1973 pracował jako lekarz internista w Szpitalu Miejskim w Nowojelni. W latach 1974–1978 był lekarzem naczelnym ośrodka przetaczania krwi. W latach 1979–1994 pełnił funkcję zastępcy lekarza naczelnego Lidzkiego Rejonowego Szpitala Głównego. Od 1994 roku pracował jako lekarz naczelny Lidzkiego Terenowego Zespołu Opieki Zdrowotnej.

### Działalność parlamentarna
W drugiej turze uzupełniających wyborów parlamentarnych 10 grudnia 1995 roku został wybrany na deputowanego do Rady Najwyższej Republiki Białorusi XIII kadencji z lidzkiego-czyrwonaarmiejskiego okręgu wyborczego nr 133. 19 grudnia 1995 roku został zarejestrowany przez centralną komisję wyborczą, a 9 stycznia 1996 roku zaprzysiężony na deputowanego. Od 23 stycznia pełnił w Radzie Najwyższej funkcję członka Stałej Komisji ds. Ochrony Zdrowia, Kultury Fizycznej i Sportu. Był bezpartyjny. Poparł dokonaną przez prezydenta Alaksandra Łukaszenkę kontrowersyjną i częściowo nieuznaną międzynarodowo zmianę konstytucji. 27 listopada 1996 roku przestał uczestniczyć w pracach Rady Najwyższej i wszedł w skład utworzonej przez prezydenta Izby Reprezentantów Zgromadzenia Narodowego Republiki Białorusi I kadencji. Zgodnie z Konstytucją Białorusi z 1994 roku jego mandat deputowanego do Rady Najwyższej zakończył się 9 stycznia 2001 roku; kolejne wybory do tego organu jednak nigdy się nie odbyły.

## Życie prywatne
Jauhienij Jenka jest żonaty.